# Blumenholz
Blumenholz est une commune rurale allemande de l'arrondissement du Plateau des lacs mecklembourgeois au nord du pays. Sa population s'élevait à 821 habitants au 31 décembre 2010.

## Géographie
La commune s'étend jusqu'au bord du lac de Lieps au nord et jusqu'au lac de Krebs au sud, près de Neustrelitz.
Les hameaux et villages de Blumenhagen, Ehrenhof, Friedrichshof, Usadel, Weisdin, Wendfeld et Wilhelminenhof sont rattachés à la commune.

## Tourisme et architecture
- Ruines du château fort de Weisdin
- Église octogonale de Weisdin
- Manoir de Weisdin (1749), construit par la famille von Peckatel, en possession de la famille grand-ducale de 1761 à 1918.
- Manoir de Wendfeld
- Manoir d'Usadel (1875)

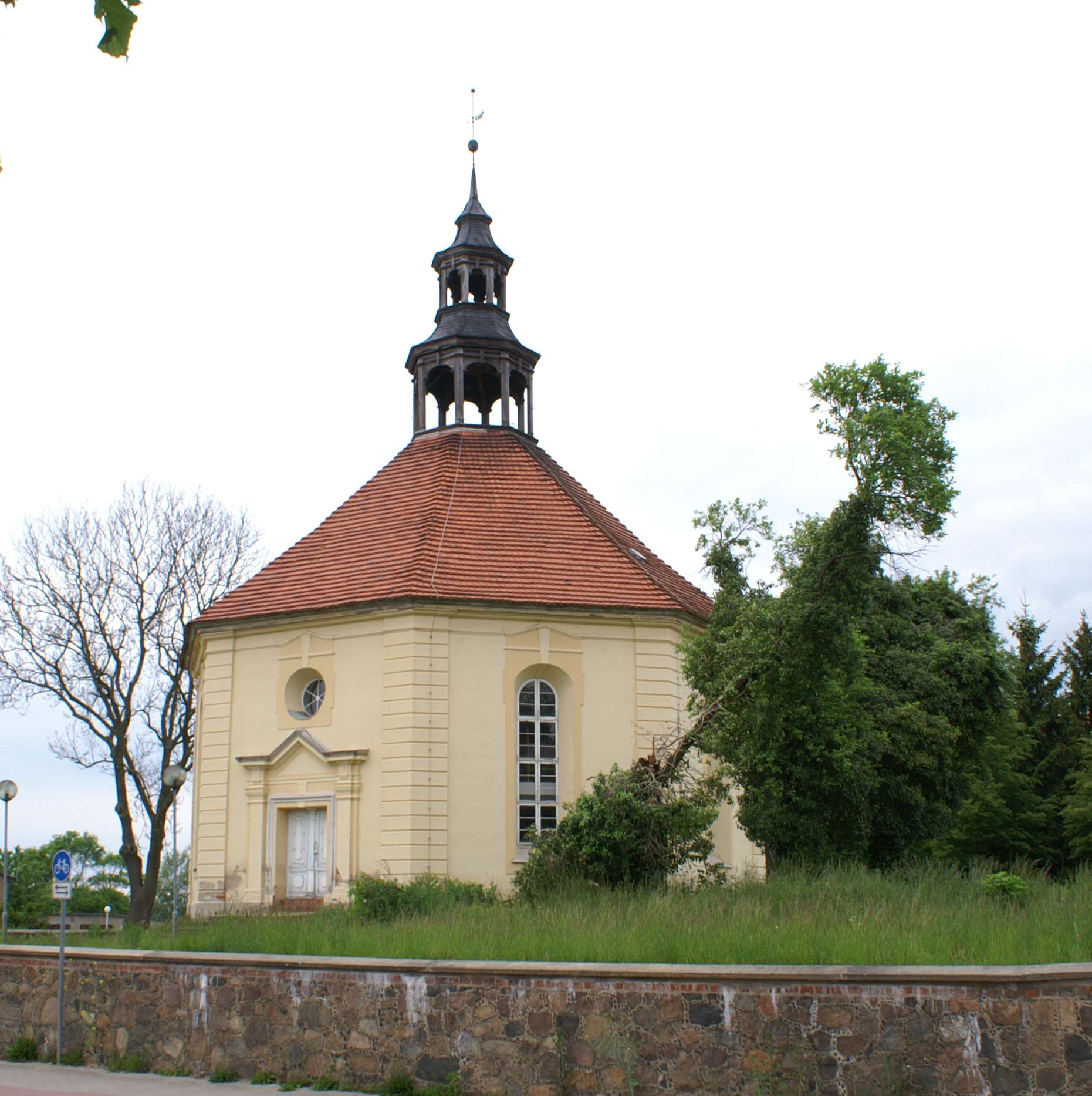
Église de Weisdin
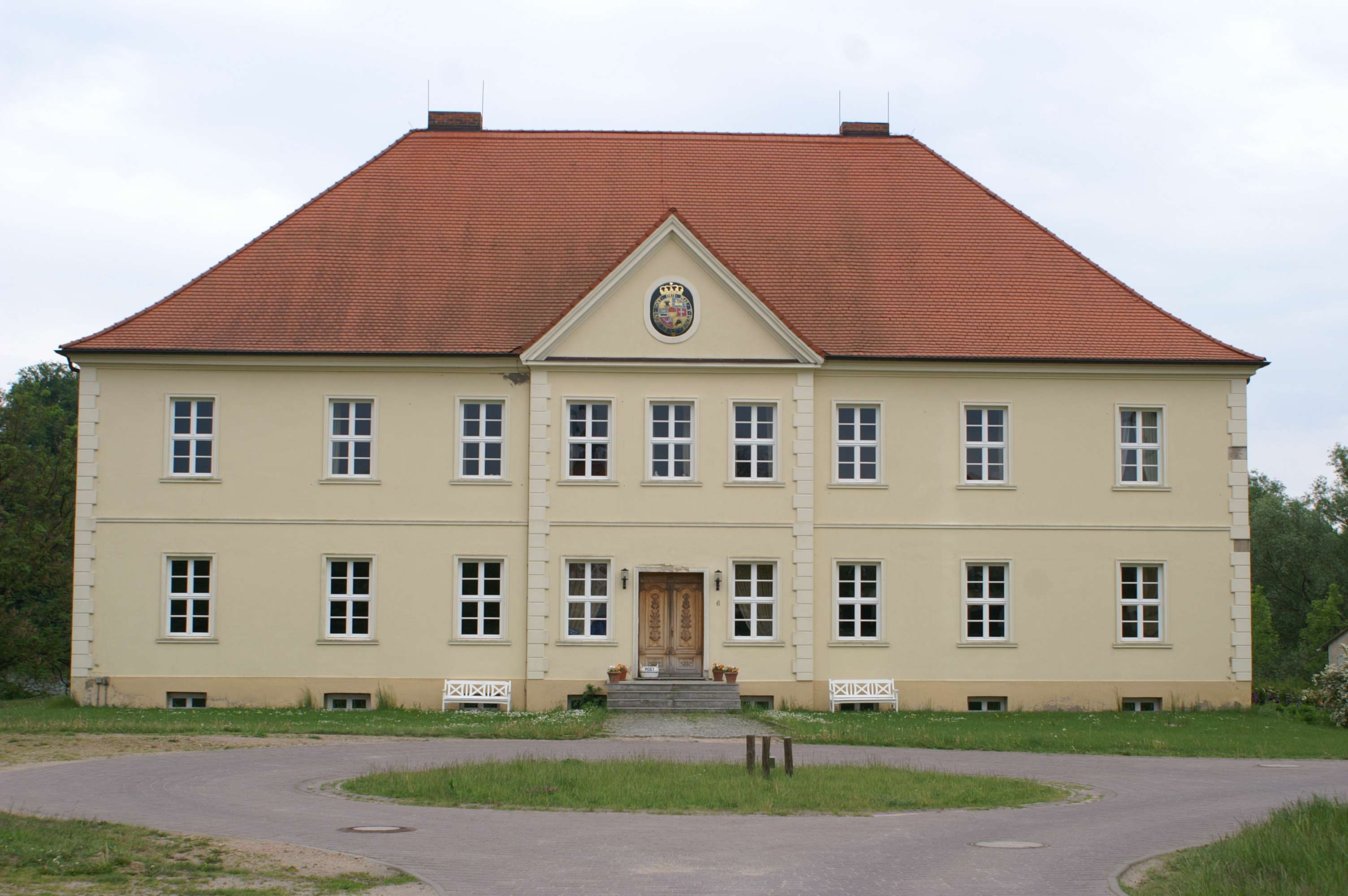
Manoir de Weisdin
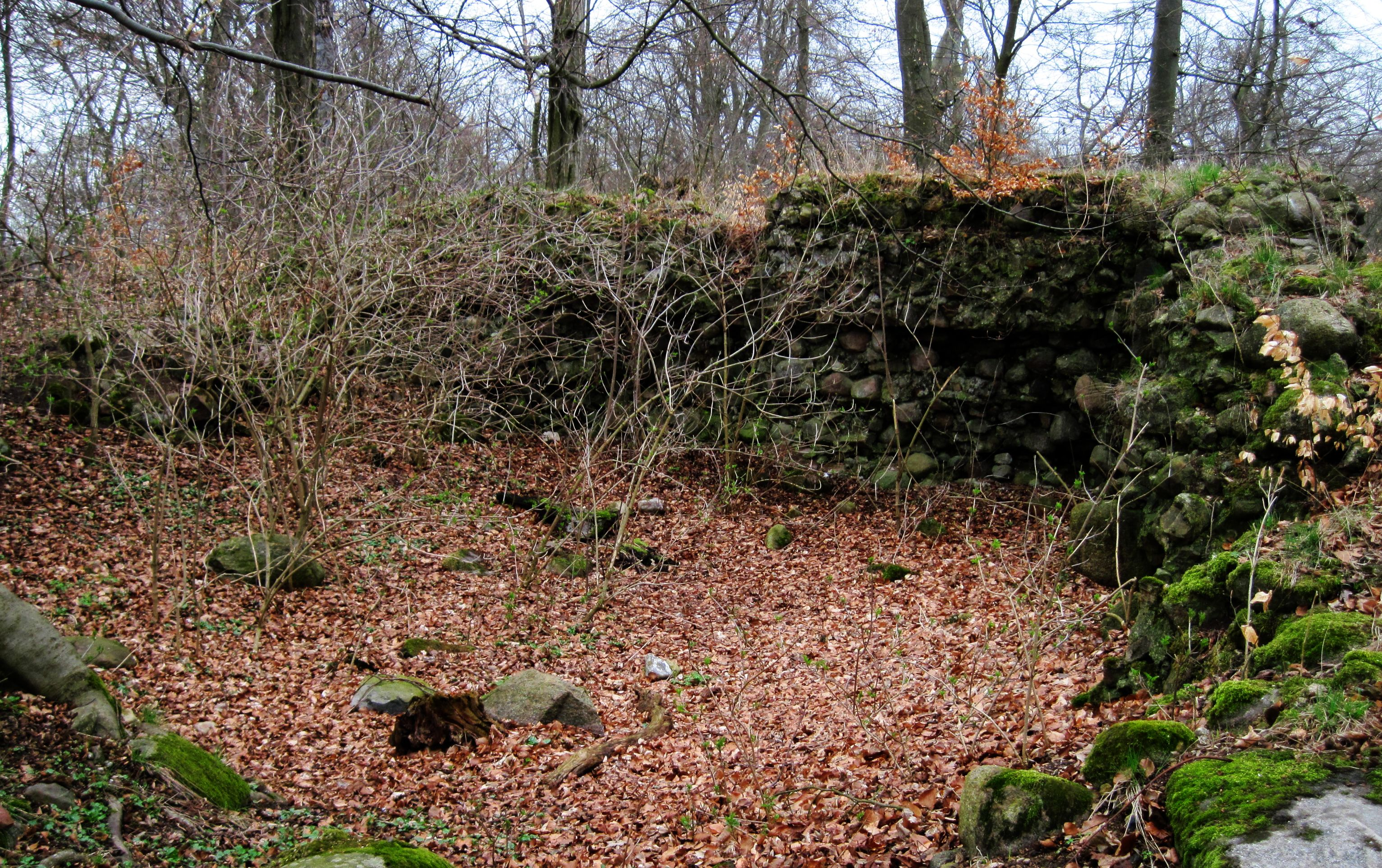
Ruines du château fort de Weisdin

## Source
- (de) Cet article est partiellement ou en totalité issu de l’article de Wikipédia en allemand intitulé « Blumenholz » (voir la liste des auteurs).